# 幼少期のトラウマ
幼少期のトラウマ（ようしょうきのトラウマ、英語: Childhood trauma）は、しばしば深刻な幼少期の有害体験（Adverse childhood experiences, ACE）、あるいは逆境的小児期体験と表現される、ネグレクト、育児放棄、性的虐待、感情的虐待、身体的虐待、兄弟や親への虐待の目撃さらには精神病の親を持つことなどである。

## 解説
これらの出来事は、心理学的、生理学的、社会学的に深刻な影響を及ぼし、非社会的行動、注意欠陥多動性障害（ADHD）、睡眠障害など、健康や幸福に永続的な悪影響を及ぼす可能性がある。同様に、母親が妊娠中に、トラウマやストレスになるような出来事を経験した子どもは、メンタルヘルス障害やその他の神経発達障害のリスクが高まる。
カイザー・パーマネンテと疾病対策予防センターが1998年に行った有害な幼児体験に関する研究では、幼少期のトラウマ体験が、不健康な自己破壊的行動、暴力や再被害のリスク、慢性的な健康状態、潜在能力の低下、早期死亡のリスクの増加につながる、多くの社会的、感情的、認知的障害の根本原因であることが明らかになった。不利な体験の数が増えるにつれて、幼少期から成人期にかけての問題のリスクも上昇する。
最初の研究に続く30年近くの研究によって、このことが確認されている。現在では、多くの州や医療機関、その他の団体が、ACEの有無を親子でスクリーニングすることを日常的に行っている。

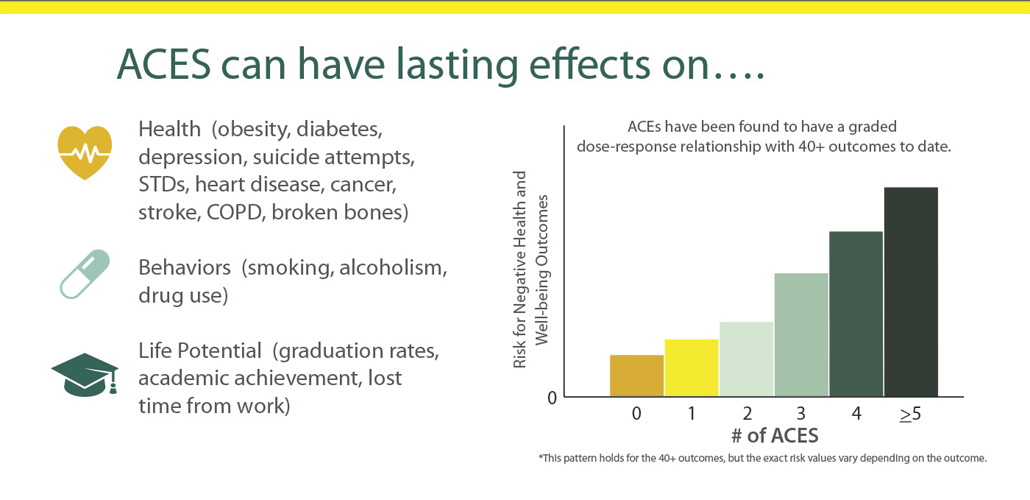
子ども時代の不利な体験がもたらす永続的な影響

幼少期の心的外傷体験はストレスの原因となり、その結果、個人のアロスタティック負荷が増大し、免疫系、神経系、内分泌系に影響を及ぼす。慢性的なストレスにさらされると、医学的に不利な結果を招きやすくなる。幼少期のトラウマは、うつ病、高血圧、自己免疫疾患、肺がん、早期死亡など、健康に悪影響を及ぼす結果と関連することが多い。
幼少期のトラウマが脳の発達に及ぼす影響には、感情調節への悪影響や社会的スキルの発達障害などがある。トラウマやリスクのある家庭環境で育った子どもは、過剰な内面化行動（社会的引きこもり、不安など）や外面化行動（攻撃的行動など）、自殺行動をとる傾向があることが研究で示されている。
最近の研究では、身体的虐待や性的虐待は成人期の気分障害や不安障害と関連し、人格障害や統合失調症は成人期の感情的虐待と関連することが明らかになっている。さらに、幼少期のトラウマによる精神保健上の影響は、特定の障害とは対照的に、次元的な枠組み（内面化と外面化）を通してよりよく理解されるかもしれない、という研究結果も提唱されている。

### 心理的影響
幼少期のトラウマは、心的外傷後ストレス障害（PTSD）、愛着の問題、うつ病、薬物乱用などの精神障害のリスクを高める可能性がある。子どもの発達における、敏感で重要な段階は、神経学的機能の変化をもたらす可能性があり、悪意のある環境には適応的となり、より穏やかな環境には困難となる。
ステファニア・トグニンとマリア・カレムが行った研究では、健康な人（healthy comparisons, HC）と臨床的に精神病発症のリスクが高い人（clinically high risk for developing psychosis, CHR）を比較したところ、CHR患者の65.6％とHC患者の23.1％が幼少期に何らかのトラウマを経験していた。この研究の結論は、幼少期のトラウマの影響と精神病のハイリスクとの間に相関関係があることを示している。

## レジリエンス
幼少期に虐待を受けると、成人後にさまざまな悪い結果が生じることが有意に予測される。しかし、潜在的に心的外傷となりうる出来事に曝されたすべての子どもが、その後、精神的あるいは身体的な健康問題で苦労するようになるわけではない。したがって、潜在的に心的外傷となりうる出来事の影響を軽減し、潜在的に心的外傷となりうる出来事に曝された後に、精神衛生上の問題を発症しないように個人を保護する因子が存在する。これらは回復力因子 (resiliency factors) と呼ばれる。
逆境に直面しながらも適応的な発達を示した子どもたちに関する研究は、1970年代に始まり、今日まで続いている。レジリエンスとは、"困難な状況や脅威的な状況にもかかわらず、うまく適応していく過程、能力、結果 "と定義されている。レジリエンスという概念は、ポジティブな感情を経験することが、身体的・心理的ウェルビーイング全般に関して、またより具体的にはトラウマに対する反応に関して、ネガティブな感情を経験することを回復・予防する効果があることを示した研究に由来する。この一連の研究は、トラウマ的な出来事を経験した個人の欠陥に焦点を当てるのではなく、レジリエンスを促進することに焦点を当てた介入の開発に貢献してきた。レジリエンスは、幼少期にトラウマにさらされることに関連する自殺、うつ病、不安、その他の精神衛生上の苦悩のリスクを減少させることがわかっている。
レジリエンスが高い人が潜在的にトラウマとなるような出来事を経験した場合、その人の相対的な機能レベルは、潜在的にトラウマとなるような出来事にさらされる前に示していた機能レベルから大きく逸脱することはない。さらに、その同じ個人は、レジリエンスが低いと言える個人よりも、潜在的外傷体験からより早くうまく回復する可能性がある。子どもの場合、機能水準は、その年齢の子どもにとって発達上適切と考えられる行動をとり続けることとして運用される。機能レベルはまた、うつ病、不安障害、心的外傷後ストレス障害などの精神健康障害の有無によっても測定される。

### レジリエンスに影響を与える要因
レジリエンスに影響を与える要因には、社会経済的地位のような文化的要因があり、通常、自由に使えるリソース (資源) が多いほど、トラウマに対するレジリエンスも高くなる。さらに、潜在的にトラウマとなりうる体験の深刻さと期間は、幼少期のトラウマの結果として否定的な結果を経験する可能性に影響する。レジリエンスに影響を与えない要因のひとつに性別があり、男性も女性もリスク因子と防御因子に対して同じように敏感である。認知能力もレジリエンスの予測因子ではない。
愛着は、個人の相対的な回復力を評価する際に考慮すべき最も重要な要因の一つであることが示されている。効果的な対処戦略を持つ大人との安全な愛着を持つ子どもは、有害な幼児体験（ACE）に適応的に耐える可能性が最も高かった。レジリエンスを育み、維持するためには、（青年期や成人期を含む）生涯にわたる安全な愛着も同様に重要であるようだ。青年期を通じての仲間に対する安全な愛着は、レジリエンスの特に強い予測因子である。
虐待の文脈では、このような安全な愛着は、虐待を受けた子どもが他者を信頼できない存在と認識する程度を低下させると考えられている。つまり、虐待を受けた子どもの中には、他者を安全でない、信頼できない存在とみなすようになる子どもがいるかもしれないが、健全な人間関係を築き、維持することができる子どもは、このような見方をする可能性が低い。トラウマを経験しながらも、子ども時代、思春期、成人期を通じて、複数の人々（要するに大人、仲間、恋愛相手など）との健全な愛着を経験した子どもは、特に回復力が高い。
パーソナリティはまた、幼少期の虐待の結果としての成人期の精神病理学の発達（または発達の欠如）にも影響する。神経症のスコアが低い人は、潜在的にトラウマとなるような出来事に遭遇した後、精神病理学、犯罪行為、身体的健康不良などの否定的な結果を示すことが少ない。さらに、経験に対する開放性、良心性、外向性のスコアが高い人は、幼少期のトラウマの影響に対してより回復力があることが判明している。

### レジリエンスを高める
レジリエンスに関する最も一般的な誤解のひとつは、レジリエンスを示す人は何か特別な、あるいは並外れた人であるというものである。うまく適応すること、すなわちレジリエンスは、子どもたちの間ではごく普通のことである。これは、幼少期の発達に自然な適応性があるためでもある。したがって、レジリエンスは、子どもの先天的なレジリエンスを損ないかねない要因から守ることによって強化される。研究によると、トラウマにさらされた子どもたちが安心でき、健全な大人にしっかりと愛着できるような環境を与えることで、レジリエンスを高めることができる。したがって、強い親子の絆を促進する介入は、トラウマの潜在的な悪影響を緩衝する上で特に効果的である。
さらに、レジリエンスの研究者は、適応の成功は単なる結果ではなく、むしろ人の生涯を通じて継続する発達過程であると主張している。したがって、レジリエンスをうまく促進することも、人の生涯を通じて継続的でなければならない。

## 予後の見通し
トラウマが子どもに与える影響は、子どもによって異なります（幼児期のストレスを参照）。トラウマを経験した子どもの中には、重大で長期にわたる問題を抱える子どももいれば、症状が軽微で回復が早い子どももいる。研究によって、トラウマの影響は広範であるにもかかわらず、子どもたちは回復することができ、また回復していること、トラウマに配慮したケアや介入は、「通常の治療」よりも良い結果をもたらすことが明らかになっています。トラウマ・インフォームド・ケアとは、トラウマを経験した人の特別なニーズに対応する方法でサービスや支援を提供することと定義されている。

## トラウマの種類

### 感情的な虐待
感情的な虐待は多くの場合、地味なタイプのトラウマの一形態であり、あからさまに、あるいは密かに起こる可能性がある。感情的な虐待は、感情を操作すること、虐待的な言葉をかけ、孤立や分離させ、屈辱を与えるなどのパターンを中心に展開し、個人の自尊心、理想、価値観、現実に内面的な影響を及ぼす傾向がある。子どもへの感情的な虐待は、子どもの頃のトラウマと、感情的に虐待する家庭で育ったり、感情的に虐待する人と関わったりした場合に、子どもに与える影響との関連において、はっきりとした問題である。

### いじめ
いじめとは、身体的または社会的に力が弱いとみなされる人を、身体的または心理的に傷つける意図のある、いわれのない行為のことである。いじめは、しばしば繰り返され、常習的なハラスメントの一形態であり、対面でもオンラインでも起こりうる。
幼少期のいじめは、青年期の後期に影響を及ぼすような、危害や苦痛、教育的危害を与える可能性がある。被害者、いじめっ子、いじめっ子・被害者、目撃者としてのいじめの関与は、子どもの幸福を脅かす可能性がある。いじめは摂食障害発症の危険因子となり、HPA軸の機能に影響を与え、成人期の機能に影響を与える可能性がある。炎症、糖尿病、心臓リスクなどの身体的問題や、不安、うつ病、広場恐怖、パニック障害、薬物乱用、PTSDなどの精神的問題のリスクが高まる。

### 地域社会での暴力
直接的ないじめとは異なり、地域暴力によるトラウマは、必ずしも子どもに直接加害されるわけではなく、ギャングによる暴力、学校での銃乱射事件、暴動、警察の蛮行など、地域社会での暴力的な行為や行動にさらされた結果生じるものである。直接的であれ間接的であれ、地域暴力への暴露は、内面化トラウマ関連症状、学業問題、薬物乱用、自殺念慮など、子どもや青少年の精神衛生上の多くの否定的な転帰と関連している。
また、暴力がさらなる暴力を生む傾向があることを示す証拠もある。地域社会の暴力を目撃した子どもは、幼児期、中年期、青年期を含む発達期を通じて、一貫して攻撃性のレベルが高い。

### 複雑なトラウマ
複雑性トラウマは、複数の被害エピソードやその他のトラウマ的出来事に繰り返しさらされることによって生じる。複数のトラウマに曝された人は、1つまたは少数のトラウマに曝されただけの人に比べて、様々な困難を示すことが多い。例えば、認知的合併症（解離）、感情的、身体的、行動的、関係的、自己帰属的な問題が複雑なトラウマを経験した人に見られる。

### 災害
自然災害や人災の経験そのものだけでなく、災害関連のトラウマには、愛する人の喪失、災害が引き起こしたホームレスや苦難による混乱、コミュニティ構造の崩壊などが含まれる。
自然災害への曝露は、非常にストレスの多い経験であり、特に子どもにおいては、さまざまな不適応な結果をもたらす可能性がある。自然災害への曝露は、子どもや青少年における心理的健康不良の危険因子である。心理的症状は、曝露後時間をかけて低下する傾向があるが、それは急激なプロセスではない。

### 親密なパートナーからの暴力
地域社会の暴力と同様、親密なパートナーからの暴力に関連したトラウマは、必ずしも子どもに直接加害されるわけではないが、家庭内で暴力にさらされた結果であることがあり、多くの場合、1人または複数の養育者や家族に対して加害された暴力である。子どもへの直接的な身体的・精神的虐待を伴うことが多い。生後間もない時期に養育者に対する暴力や脅迫を目撃することは、子どもの健康と発達に深刻な影響を与える。
子どもたちへの影響には、心理的苦痛、行動障害、自己調節の障害、社会的相互作用の困難、愛着の乱れなどが含まれる。対人暴力を受けた子どもは、対人暴力を受けていない子どもよりも、長期的な精神衛生上の問題を発症する可能性が高い。親密なパートナーからの暴力を目の当たりにすることの影響は、幼い子どもにとっては、より深刻である可能性がある。年少の子どもは、身体的ケアだけでなく精神的ケアについても、年長の子どもよりも養育者に完全に依存している。これは彼らが正常な神経学的、心理学的、社会的発達を遂げるために必要なことである。この依存性が、養育者に対する暴力を目撃しやすくする一因となる可能性がある。

### 身体的虐待
子どもへの身体的虐待とは、平手打ち、殴打、打撃、またはその他の方法で、子どもに危害を加えることによって引き起こされる、身体的外傷または身体的傷害のことである。この虐待は、事故ではないと考えられる。傷害は、軽い打撲から骨折、頭蓋骨骨折、さらには死亡に至るまで多岐にわたる。
子どもへの身体的虐待の短期的な影響としては、骨折、認知または知的障害、社会的スキルの障害、PTSD、その他の精神障害、攻撃性の高まり、外向的行動、不安、危険を冒す行動、自殺行動などがある。長期的な影響としては、他者を信頼することの難しさ、低い自尊心、不安、身体的問題、怒り、攻撃性の内面化、うつ病、対人関係の困難、薬物乱用などがある。

### 分離によるトラウマ
分離トラウマとは、神経学的発達を乱し、死に至ることもある愛着関係の崩壊である。養育者からの慢性的な分離は、子どもにとって非常に大きなトラウマとなりうる。さらに、幼少期の別のトラウマに耐えている間に、親や愛着のある人物から離れることも、子どもの愛着の安全性に耐え難い影響を与える可能性がある。これは後に、心的外傷後成人症状の発症と関連する可能性がある。

## 治療
幼少期のトラウマの健康への影響は、ケアと治療によって軽減することができる。
幼少期のトラウマには、心理社会的治療や薬理学的治療など、多くの治療法がある。心理社会的治療には、心理療法のように個人を対象としたものと、学校全体への介入のように広い集団を対象としたものがある。現在のエビデンスに関する研究（システマティックレビュー）では、多くの種類の治療が効果的であることが示されているが、トラウマに焦点を当てた認知行動療法は、幼少期のトラウマの治療に最も効果的であると考えられる。
対照的に、他の研究では、薬物療法は心理社会的療法よりも幼少期のトラウマ治療に効果がない可能性が示されている。最後に、早期介入は幼少期のトラウマによる健康への悪影響を大幅に軽減することができる。

### 心理社会的治療法

#### 認知行動療法
認知行動療法（Cognitive behavioral therapy, CBT）はPTSDの心理療法として選択されており、ベストプラクティスの治療ガイドラインでも推奨されている。CBTの目的は、患者の思考、信念、態度を変化させ、感情をよりよくコントロールできるようにすることである。さらに、患者がトラウマにうまく対処し、問題解決能力を向上させることができるように構成されている。CBTがPTSDの治療に効果的であるという証拠は、治療前からの症状軽減の程度や診断の回復という点で、多くの研究が示している。関連する治療の障壁としては、偏見、費用、地理的な問題、十分な治療が受けられないことなどが挙げられる。

#### トラウマに焦点を当てた認知行動療法
トラウマ焦点型の認知行動療法（Trauma-focused cognitive behavioral therapy, TF-CBT）は、小児や青年のPTSD症例を治療するために考案された認知行動療法の一分野である。この治療モデルは、CBTの原則とトラウマに配慮したアプローチを組み合わせたものである。子どもが安全な場所で自分自身でトラウマを処理できるようにする前に、もし可能であれば、子どもと親の両方にトラウマの症状に対処するスキルを導入する手助けをする。研究（システマティック・レビュー）では、トラウマに焦点を当てた認知行動療法は、幼少期のトラウマ、特にPTSDの心理的な悪影響を最小限に抑えるための最も効果的な治療法の一つであることが示されている。

#### 眼球運動による脱感作と再処理療法
眼球運動による脱感作と再処理療法（Eye movement desensitization and reprocessing therapy, EMDR)セラピストがトラウマ記憶を処理するのに用いるテクニックである。この治療法では、患者にトラウマ記憶を想起させ、眼球運動や指のタッピングなどの両側刺激を用いて感情を調整する。患者がその記憶に対して鈍感になり、否定的な反応を示すことなく思い出せるようになれば、プロセスは完了する。あるランダム化比較試験で、EMDRは単一トラウマ的な出来事にさらされた子どもたちのPTSDの症状を軽減し、費用対効果も高いことが示された。さらに、EMDRがPTSDの効果的な治療法であることが研究で示されている。

#### 弁証法的行動療法（DBT)
弁証法的行動療法（Dialectical behavior therapy, DBT）は、認知行動とマインドフルネスのテクニックを組み合わせることで、経験的回避と表出された怒りを軽減し、自傷行為を予防し、対人機能を高めるのに役立つことが示されている。

### 薬物療法
幼少期のトラウマの治療に医薬品（薬物）を用いることの有効性を評価する研究のほとんどは、特にPTSDの治療に焦点を当てている。PTSDは幼少期のトラウマがもたらす健康影響の一つに過ぎません。PTSD以外の幼少期のトラウマの健康影響に対する薬物治療の有効性を評価している研究はほとんどありません。
Selective serotonin re-uptake inhibitors (SSRI) and other anti-depressants are medications that are commonly used to treat the symptoms of PTSD. Studies (systematic reviews) have shown that medications may be less effective than psychosocial therapies for treating PTSD. However, medications have been shown to be effective when paired with another form of therapy such as CBT for PTSD.